# Атлетика на Летњим олимпијским играма 2000 — 20 километара ходање за жене
Дисциплина 20 километара ходање у женској конкуренцији на Олимпијским играма 2000. у Сиднеју одржана је у 28. септембра на улицама града а циљ је био на Олимпијском стадиону.
Ово су биле прве олимпијске игре на којима је на програму дисциплина која је заменила дотадашњу 10 км ходање. Највећи фаворит је била светска првакиња из 1999. у Севиљи, Кинескиња Љу Хунгју. Она је водила трку до 15. километра, али је тада дисквалификована. Освајачица сребрне медаље на 10 км на Ирама 1996. у Атланти., Елизабета Пероне (Италија), преузела је вођство, али је ускора и она дисквалификована. Овакав развој ситуације искористила је домаћа такмичарка Џејн Севил која је водила до пред крај трке, када је такође дисквалификована. У трци је победила Кинескиња Ванг Липинг са временом готово 30 секунди бољим од времена другопласиране такмичарке.
Учествовао је 57 такмичарки из … земаља. Постављен је нови олимпијски рекорд.

## Рекорди пре почетка такмичења
(28. септембра 2004)
| Светски рекорд    | 1:27:30                        | Љу Хунгји                      | Кина                           | Пекинг, Кина                   | 1. мај 1995.                   |
| Олимпијски рекорд | први пут на олимпијским играма | први пут на олимпијским играма | први пут на олимпијским играма | први пут на олимпијским играма | први пут на олимпијским играма |

## Победнице
| Злато:            | Сребро:                 | Бронза:               |
| Ванг Липинг, Кина | Кјерси Плецер, Норвешка | Марија Васко, Шпанија |

## Рекорди после завршетка такмичења
| Олимпијски рекорд | 1:29:05 | Ванг Липинг | Кина | Сиднеј, Аустралија | 28. сепрембар 2000. |

## Сатница
| Датум              | Време | Коло   |
| ------------------ | ----- | ------ |
| 28. септембар 2000 | 10:45 | Финале |

## Резултати
| Пласман | Такмичарка               | Држава                    | Време            | Белешке          |
| ------- | ------------------------ | ------------------------- | ---------------- | ---------------- |
|         | Ванг Липинг              | Кина                      | 1:29:05          | ОР               |
|         | Кјерсти Плецер           | Норвешка                  | 1:29:33          |                  |
|         | Марија Васко             | Шпанија                   | 1:30:23          |                  |
| 4       | Ерика Алфриди            | Италија                   | 1:31:25          |                  |
| 5       | Марија Гвадалупе Санчез  | Мексико                   | 1:31:33          |                  |
| 6       | Норика Чимпеан           | Румунија                  | 1:31:50          |                  |
| 7       | Кери Саксби-Џана         | Аустралија                | 1:32:02          |                  |
| 8       | Татјана Гуткова          | Русија                    | 1:32:35          |                  |
| 9       | Наталија Мисјулја        | Белорусија                | 1:33:08          |                  |
| 10      | Џилијан О'Саливан        | Ирска                     | 1:33:10          |                  |
| 11      | Атина Папајани           | Грчка                     | 1:33:14          | ЛР               |
| 12      | Валентина Савчук         | Русија                    | 1:33:22          |                  |
| 13      | Ана Марија Гроза         | Румунија                  | 1:33:38          |                  |
| 14      | Сусана Феитор            | Португалија               | 1:33:53          |                  |
| 15      | Јуен Ју Фанг             | Малезија                  | 1:34:19          | РС               |
| 16      | Кристина Салтанович      | Литванија                 | 1:34:24          |                  |
| 17      | Мишел Рол                | Сједињене Америчке Државе | 1:34:26          |                  |
| 18      | Марија Рожа-Урбаник      | Мађарска                  | 1:34:45          |                  |
| 19      | Беате Гумелт             | Немачка                   | 1:34:59          |                  |
| 20      | Енсарна Гранадос         | Шпанија                   | 1:35:06          |                  |
| 21      | Светлана Толстаја        | Казахстан                 | 1:35:19          |                  |
| 22      | Нора Лексир              | Француска                 | 1:35:29          |                  |
| 23      | Фатиха Уали              | Француска                 | 1:35:35          |                  |
| 24      | Вера Зозулија            | Украјина                  | 1:35:43          |                  |
| 25      | Ким Ми-Џонг              | Јужна Кореја              | 1:36:09          | НР               |
| 26      | Мара Ибањез              | Мексико                   | 1:36:17          |                  |
| 27      | Ева Перез                | Шпанија                   | 1:36:25          |                  |
| 28      | Валентина Цибулска       | Белорусија                | 1:36:44          |                  |
| 29      | Анико Себенски           | Мађарска                  | 1:36:46          |                  |
| 30      | Јоланта Дукуре           | Летонија                  | 1:36:54          |                  |
| 31      | Соната Милушаускаите     | Литванија                 | 1:37:14          |                  |
| 32      | Лариса Рамазанова        | Белорусија                | 1:37:39          |                  |
| 33      | Лиса Лангфорд            | Велика Британија          | 1:37:47          |                  |
| 34      | Ивис Мартинез            | Салвадор                  | 1:38:07          |                  |
| 35      | Олив Локнејн             | Ирска                     | 1:38:23          |                  |
| 36      | Христина Кокоту          | Грчка                     | 1:38:52          |                  |
| 37      | Анита Лјепина            | Летонија                  | 1:39:17          |                  |
| 38      | Чен Јуелинг              | Сједињене Америчке Државе | 1:39:36          |                  |
| 39      | Лиса Шеридан-Паолини     | Аустралија                | 1:40:57          |                  |
| 40      | Јелена Кузњецова         | Казахстан                 | 1:42:45          |                  |
| 41      | Тересита Коладо          | Гватемала                 | 1:43:28          |                  |
| 42      | Хеована Ируста           | Боливија                  | 1:43:34          |                  |
| 43      | Зузана Блажекова         | Словачка                  | 1:44:03          |                  |
| 44      | Деби Лоренс              | Сједињене Америчке Државе | 1:47:20          |                  |
| 45      | Бахја Бусад              | Алжир                     | 1:52:50          |                  |
| —       | Анарита Сидоти           | Италија                   | Није завршила    | Није завршила    |
| —       | Катажина Ратке           | Пољска                    | Није завршила    | Није завршила    |
| —       | Ирина Станкина           | Русија                    | Није завршила    | Није завршила    |
| —       | Аида Исајева             | Азербејџан                | Није завршила    | Није завршила    |
| —       | Маја Сазонова            | Казахстан                 | Није завршила    | Није завршила    |
| —       | Катрин Борн-Бојде        | Немачка                   | Није завршила    | Није завршила    |
| —       | Олга Пољакова            | Русија                    | Није завршила    | Није завршила    |
| —       | Џенис Макафри            | Канада                    | Дисквалификована | Дисквалификована |
| —       | Марија Грасијела Мендоза | Мексико                   | Дисквалификована | Дисквалификована |
| —       | Љу Хунгју                | Кина                      | Дисквалификована | Дисквалификована |
| —       | Елизабета Пероне         | Италија                   | Дисквалификована | Дисквалификована |
| —       | Џејн Савил               | Аустралија                | Дисквалификована | Дисквалификована |

ОР - олипијски рекорд, НР - национални рекорд, ЛР - лични рекорд, РС - рекорд сезоне (најбољи резултат сезоне)